# ニッキ・ヤノフスキー
ニッキー・ヤノフスキー（Nikki Yanofsky、1994年2月8日 - ）は、カナダ・モントリオール出身のジャズ歌手。

## 来歴
2006年6月のモントリオール国際ジャズフェスティバルでデビュー、2009年8月現在までに2枚のオムニバス・アルバムへの参加と1枚のアルバムを発売した。
2009年7月から8月にかけて、札幌市（SAPPORO CITY JAZZ 2009）、東京都、帯広市、名古屋市（開催順）で初の来日公演を行った。
2009年10月、東京都で「The 5th GINZA International Jazz Festival 2009 at KABUKI-ZA」に出演。
音楽活動以外にも、モントリオール児童病院およびoneXoneの児童福祉親善大使を務める等、チャリティ活動も積極的に行っている。
2010年2月、バンクーバーオリンピックでの開会式で国歌「オー・カナダ」を披露した。
2010年4月、世界デビュー・アルバム『ニッキー〜フォー・アナザー・デイ』の日本発売を記念し、プロモーション来日し、数々のテレビ番組に出演した。同年10月には大阪、名古屋、東京で来日コンサートを行った。
2014年5月、アルバム『リトル・シークレット』を発売。

## ディスコグラフィ

### スタジオ・アルバム
- 『ニッキー・デビュー〜エラへ捧げるスウィング』 - Ella...Of Thee I Swing (2008年、A440) ※日本盤は2009年7月22日、ユニバーサルジャズより発売
- 『ニッキー〜フォー・アナザー・デイ』 - Nikki (2010年、A440/Decca) ※日本盤は2010年4月21日、ユニバーサルクラシックより発売
- 『リトル・シークレット』 - Little Secret (2014年、A440/Decca)
- Turn Down the Sound (2020年、Entertainment One Music)